# (10661) Teutoburgerwald
(10661) Teutoburgerwald ist ein Asteroid des Hauptgürtels, der nach dem Teutoburger Wald benannt wurde. Er wurde am 29. September 1973 von Cornelis Johannes van Houten, Ingrid van Houten-Groeneveld und Tom Gehrels entdeckt.